# 韩知白
韩知白（？—？），辽朝（契丹）政治人物，辽兴宗时南府宰相。
韩知白的出身不详，不知是出自蓟州玉田韩氏（韩知古、韩德让家族）还是幽州安次韩氏（韩延徽家族）。太平九年（1029年）六月，辽圣宗以耶律思忠、耶律荷、遥辇谢佛留、陈邈、韩绍一、韩知白、张震充当贺宋朝两宫（宋仁宗、刘太后）生辰及明年岁正旦正使副使。韩知白为副使。重熙十八年（1049年）左右，辽兴宗拜韩知白为南府宰相。重熙十九年（1050年），韩知白与杜防、杨绩等擅自给进士堂帖，十一月壬子，韩知白出为武定军节度使。